# Chain of Command (2015)
Chain of Command (Originaltitel: Echo Effect) ist ein US-amerikanischer Action-Thriller aus dem Jahr 2015 von Kevin Carraway mit Michael Jai White, Max Ryan und Steve Austin in den Hauptrollen. Es handelt sich hierbei um einen Direct-to-Video-Film.

## Handlung
Der ehemalige Elite Soldat James Webster besucht eine Feier von seinem Bruder. Als dieser etwas Geheimes mit einer Person in seinem Garten bespricht, wird James misstrauisch. Noch in derselben Nacht bekommt er einen Anruf von der Frau seines Bruders. Sein Bruder wurde brutal ermordet. Nun plagt James die Sehnsucht nach Rache, und um das Geheimnis zu lüften, das seinen Bruder unter die Erde brachte. Nachdem James tiefer nach Informationen schürft, um die Mörder seines Bruders ausfindig zu machen, entdeckt er eine militärische Verschwörung mitten in der US-Regierung sowie einen großen Drogenring, in den unter anderem sein ehemaliger Kollege Leutnant Ross verwickelt ist. Die Drahtzieher der Verschwörung wittern Gefahr und heuern den Attentäter sowie Killer Ray Peters an, der ebenfalls aus James ehemaligen Eliteeinheit stammt.

## Hintergrund
Der Film wurde hauptsächlich in Cincinnati, Ohio, gedreht. Das Budget des Films wird auf ca. 5 Millionen US-Dollar geschätzt. Der Film erschien in den USA am 8. September 2015 auf DVD und Blu-ray. Der Film wurde überwiegend negativ kritisiert und bemängelt die schauspielerische Leistung der Hauptdarsteller.

## Belege
1. ↑   Freigabebescheinigung für Chain of Command. Freiwillige Selbstkontrolle der Filmwirtschaft (PDF).